# Nižná (Žilina)
Nižná é um município da Eslováquia, situado no distrito de Tvrdošín, na região de Žilina. Tem 27,78 km² de área e sua população em 2018 foi estimada em 4.023 habitantes.

## Demografia
| Ano:        | 1994 | 2004   | 2014   | 2024   |
| ----------- | ---- | ------ | ------ | ------ |
| Broj ljudi: | 3943 | 4068   | 4020   | 3918   |
| Razlika:    |      | +3,17% | -1,17% | -2,53% |

| Ano:               | 2023 | 2024   |
| ------------------ | ---- | ------ |
| Número de pessoas: | 3928 | 3918   |
| Diferença:         |      | -0,25% |